# ГЕС Шараваті
ГЕС Шараваті — гідроелектростанція на півдні Індії у штаті Карнатака. Знаходячись між ГЕС Linganamakki та ГЕС Шараваті-Відвідна, входить до складу гідровузла на річці Шараваті, яка дренує західний схил Західних Гатів та впадає в Аравійське море біля міста Honnavar у 160 км на північ від Мангалура.
В 1964 році у межах проекту ГЕС Шараваті річку перекрили греблею Linganamakki, яка забезпечила необхідне накопичення ресурсу та коригування стоку. Втім, починаючи з 1980-го, ця споруда безпосередньо живить розташовану під нею однойменну гідроелектростанцію, тоді як ГЕС Шараваті стала в гідровузлі станцією другого ступеню. Відпрацьована на ГЕС Linganamakki вода прямує далі по каналу довжиною 4,3 км, прокладеному лівобережжям річки до сховища, створеного на струмку Талакале (ліва притока Шараваті). Останній перекрили мурованою греблею висотою 62 метри та довжиною 354 метри, яка потребувала 320 тис. м3 матеріалу та утримує водойму з об'ємом 130 млн м3, котра витягнулась на 7 км по тих же висотах лівобережжя. Від неї траса деривації продовжується за допомогою ще одного каналу довжиною 0,6 км, за яким знаходяться два тунелі довжиною по 1,1 км, що виводять до верхніх балансуючих резервуарів шахтного типу висотою по 55 метрів. Тут починається заключна ділянка траси з десяти водоводів довжиною по 1,4 км та діаметром по 2,4 метра, які спускаються по схилу долини до розташованого на березі Шараваті машинного залу, забезпечуючи роботу гідроагрегатів з номінальним напором у 443 метри (на сотню метрів більше, аніж у спорудженої в 1950-х роках ГЕС Mahatma Gandhi Jog Falls, котра відбирає воду з Шараваті дещо нижче від греблі Linganamakki, а повертає її в річку раніше за машинний зал ГЕС Шараваті).
З 1964-го по 1969-й станцію обладнали вісьмома турбінами типу Пелтон по 89,1 МВт (за іншими даними — по 103,5 МВт), до яких у 1976—1977 роках додали ще дві. Зазначене обладнання робить об'єкт найпотужнішим у гідроенергетиці Карнатаки та забезпечує виробництво 6 млрд кВт-год електроенергії на рік.
Відпрацьована вода потрапляє у річку та прямує до нижньої в гідровузлі ГЕС Шараваті-Відвідна.